# Wacław Felczak
Wacław Felczak (Golbice, 1916. május 29. – Varsó, 1993. október 23.) lengyel történész, egyetemi tanár, a közép-európai témák szakértője, különösen a magyar és a délszláv témáké, a 20. századi lengyel–magyar kapcsolatok legendás alakja, az Eötvös Kollégium egykori lakója.

## Életpályája
A Poznańi Egyetemen történelmet tanult. Már ekkor érdekelték az 1848–49-es forradalom és szabadságharc lengyel kapcsolatai. A lengyel állam ösztöndíjasaként az 1938-1939-es tanévben a budapesti Eötvös Kollégium diákja volt.
A második világháború idején a lengyel ellenállás és az emigráns lengyel kormány közötti titkos futárszolgálat budapesti szervezője volt, pénzt és információkat szállított nyugatról a megszállt Lengyelország földalatti ellenállási mozgalmának. 
Amikor a háború végén reménytelennek látta a lengyelországi helyzetet, Párizsba utazott tanulmányai befejezésére. 1948-ban egy család külföldre juttatásáért hazautazott, letartóztatták és hamis vádak alapján bebörtönözték. 1956 őszén szabadult. Ezután a krakkói Jagelló Egyetem Történeti Intézetében dolgozott, ahol Magyarországgal és Jugoszláviával foglalkozott, a Magyarország története (1983) című könyv szerzője. Az 1970-es évektől rendszeresen tartott szűk körű előadásokat Magyarországon. 1987 őszén három hónapot töltött Budapesten az Eötvös Kollégium vendégtanáraként. A Bibó István Szakkollégium diákjait arra biztatta, hogy alakítsanak pártot. Rövidesen megalakult a Fidesz, amely 1991-ben tiszteletbeli tagjává választotta.
Sohasem kérte rehabilitálását. Az egyetemi tanári címet csak 1993-ban kapta meg. 1993. október 23-án egy varsói kórházban hunyt el.

## Művei
- Wegierska polytika narodowosciowa przed wybuchem powstania 1848 roku; Ossolineum, Wroclaw–Warszawa–Kraków, 1964 (Prace Polska Akademia Nauk, Oddzial w Krakowie, Komisja Nauk Historycznych)
- Historia Wegier; Ossolineum, Wroclaw–Warszawa–Kraków, 1966
- Ugoda wegiersko-chorwacka 1868 roku; Ugoda wegiersko-chorwacka, Ossolineum, Wroclaw–Warszawa–Kraków, 1969
- 1000 lat związków polsko-wegierskich ansnwowe zbiory sztuki na Wawelu w 25. rocznie powstania Wegierskej Republiki Ludowej; szöveg Waclaw Felczak, fotó Holics Gyula et al.; s.n., Kraków, 1970
- Wacław Felczak–Andrzej Fischinger: Polska, Wegry Tysiąc lat przyjaźni; összeáll. Dávid Katalin Fischinger Andrzej, ill. Andrzej Heidrich; Krajowa Agencja Wydawnicza–Corvina, Warszawa–Bp., 1979

### Magyarul
- Europa Centralis. Válogatott tanulmányok; előszó, szerk. Kovács István, közrem. Zöldy Áron; Wacław Felczak Alapítvány–Gondolat, Budapest, 2023

## Emlékezte
- A budapesti Lengyel Intézet és az Eötvös József Collegium 2006. május 29-én a kollégiumban emléktáblát avatott tiszteletére.
- 2001-ben díjat alapítottak emlékére a 19. és 20. századi közép-kelet-európai történelemmel foglalkozó kutatók számára.
- A Wacław Felczak Alapítvány létrejöttét a professzor születésének 100. évfordulója alkalmából szervezett krakkói emlékülésen jelentették be. A magyar és a lengyel fél úgy döntött, Wacław Felczak emlékére két intézményt állítanak fel: Budapesten a Wacław Felczak Alapítvány, míg Varsóban a Wacław Felczak Lengyel-Magyar Együttműködési Intézet kezdte meg működését.